# Helga Sommerfeld
Pour les articles homonymes, voir Sommerfeld.
 (décembre 2021).
Si vous disposez d'ouvrages ou d'articles de référence ou si vous connaissez des sites web de qualité traitant du thème abordé ici, merci de compléter l'article en donnant les références utiles à sa vérifiabilité et en les liant à la section « Notes et références ».
Helga Sommerfeld, née le 5 mars 1941 à Dresde et morte le 28 septembre 1991 à Berlin, est une actrice allemande.

## Biographie
Après avoir été diplômée d'un lycée berlinois, Helga Sommerfeld commence sa formation à l'école de cinéma et d'art dramatique de l'UFA. Grâce à la médiation d'Ada Tschechowa, elle fait ses premières apparitions dans des films musicaux et des Heimatfilms. Dans les années 1960, Sommerfeld travaille principalement dans des films d'espionnage et d'aventures, parfois aussi dans des comédies et des films musicaux. Au total, elle joue dans 35 films et fait de nombreuses apparitions au théâtre sur différentes scènes. La dernière fois qu'elle monte sur scène lors d'une tournée en Allemagne de 1986 à 1988, c'était dans la pièce Die geliebte Stimme. Dans les années 1980, elle participe à une série de téléfilms pour la Sender Freies Berlin. En 1985, elle apparaît pour la dernière fois en tant qu'actrice principale dans le film Der Callboy.

## Filmographie
- 1958 :  Wenn die Conny mit dem Peter
- 1958 :  Mein Schatz ist aus Tirol (de)
- 1959 :  Si mon grand frère savait ça !
- 1959 :  Freddy chante sous les étoiles (de)
- 1959 :  Peter Voss – der Held des Tages (de)
- 1960 :  Schlagerraketen – Festival der Herzen
- 1961 :  Filles perdues
- 1961 :  Unser Haus in Kamerun (de)
- 1962 :  Le Secret des valises noires
- 1962 :  Le Bandit et la Princesse
- 1963 :  Le Manoir de l'étrangleur (de)
- 1963 :  Übermut im Salzkammergut (de)
- 1963 :  Apartment-Zauber (de)
- 1964 :  Das Haus der Schlangen (série télévisée)
- 1964 :  Das Phantom von Soho (de)
- 1964 :  Der Satan mit den roten Haaren (de)
- 1965 :  Les Aigles noirs de Santa Fé
- 1965 :  Sept Heures de feu de Joaquín Luis Romero Marchent : Ethel
- 1965 :  Cinquante Millions pour Johns
- 1965 :  Mission à Hong Kong
- 1965 :  Corrida pour un espion
- 1966 :  Jerry Land, chasseur d'espions
- 1966 :  Longues jambes, longs doigts
- 1966 :  Le Tigre sort sans sa mère
- 1967 :  Les Fausses Vierges
- 1967 :  Landarzt Dr. Brock (série télévisée, 2 épisodes)
- 1968 :  Quand l'amour était un crime
- 1968 :  Bis zum Happy-End (de)
- 1973 :  Gestern gelesen: Einundachzig Perlen (série télévisée, un épisode)
- 1985 :  Der Callboy